# Мансано, Грегорио
Грегорио Мансано Бальестерос (исп. Gregorio "Goyo" Manzano Ballesteros; 11 марта 1956, Байлен, Хаэн) — испанский футболист, тренер.

## Карьера
Тренерскую карьеру Мансано начал в 1983 году, в возрасте 27 лет. Он возглавлял несколько команд в своем родном регионе, в том числе «Реал Хаен», в четвёртом дивизионе.
В 1996 году Мансано подписал контракт с командой «Талавера» из второго дивизиона. За два сезона он привёл клуб из Кастилии-Ла-Манчи ко второму месту (1996/97), но клуб не смог продвинуться в Сегунду. Работа Мансано в «Талавере» вызвала интерес у некоторых клубов, и Грегорио подписал контракт с командой Сегунды «Толедо», с которым он занял 7-е место в Сегунде.
Первый опыт работы в Ла Лиге Грегорио Мансано получил в сезоне 1999/00, в котором он возглавлял «Реал Вальядолид». Итог сезона — 8-е место плюс победа над «Реалом» на «Сантьяго Бернабеу» со счетом 1:0.
В следующем сезоне Мансано руководил клубом «Расинг Сантандер», который по итогам сезона покинул Примеру. Однако стоит отметить уверенную победу «Расинга» над «Барселоной» со счетом 4:0. В сезоне 2001/02 Мансано тренировал «Райо Вальекано», финишировавший на 11-м месте.
Перед сезоном 2002/03 Мансано подписал контракт с «Мальоркой». Под руководством Мансано «Мальорка» разгромила «Реал Мадрид» 5:1 на «Сантьяго Бернабеу» в чемпионате, а также завоевала Кубок Испании.
В следующем сезоне Мансано руководил «Атлетико Мадрид». Клуб занял 7-е место и получил право участвовать в Кубке УЕФА в следующем сезоне. Однако контракт с Мансано не был продлён. После увольнения Иньяки Саэса с поста главного тренера сборной Испании ходили слухи о возможном назначении Мансано на должность главного тренера национальной сборной, однако этого не произошло, и Грегорио в сезоне 2004/05 возглавил «Малагу».
15 февраля 2006 Мансано вернулся в «Мальорку» и проработал там до мая 2010 года. 26 сентября 2010 года Грегорио Мансано возгласил «Севилью», заняв с ней 5-е место. Летом 2011 года вернулся в «Атлетико Мадрид». Под руководством Мансано клуб уверенно выступал в Лиге Европы, однако куда скромнее были результаты в чемпионате — клуб шёл только на 10-м месте, что не устраивало руководство клуба и всё чаще стали говорить о возможном увольнении Мансано. Последней каплей терпения Энрике Сересо — президента «Атлетико» стало домашнее поражение от «Альбасете» и вылет из Кубка Испании. В декабре 2011 года Мансано был уволен. На смену Мансано был назначен Диего Симеоне. 5 февраля 2013 года в третий раз возглавил «Мальорку». Контракт подписан до конца сезона 2012/13 с возможностью продления ещё на сезон. Сменил на этом посту Хоакина Капарроса.
В 2014-м возглавил китайский клуб «Бэйцзин Гоань», который привёл ко второму месту в чемпионате. Из пекинского клуба Мансано ушёл в ноябре 2015-го с титулом тренера года в китайской Суперлиге. Через месяц после этого, 18 декабря, Хоакин возглавил «Шанхай Гринлэнд Шеньхуа». 9 ноября 2016 года руководство клуба сообщило о том, что в следующем сезоне не планирует работать с испанцем.
4 мая 2017 года Грегорио Мансано возглавил «Гуйчжоу Чжичэн», который покинул летом 2018 года.

## Достижения
«Мальорка»
- Обладатель Кубка Испании: 2002/03